# ペルシア湾

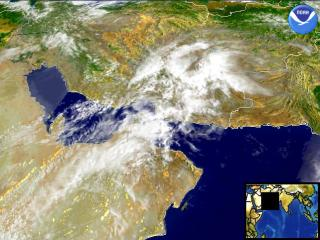

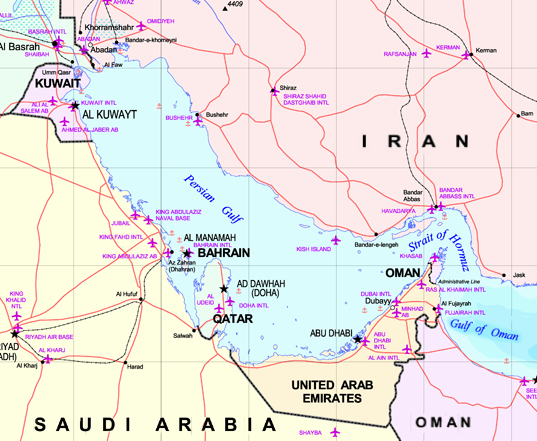
ペルシャ湾とオマーン湾周辺の地図

ペルシア湾（ペルシアわん、ペルシア語：خلیج فارس khalij-e fārs خلیج پارس Khalij-e Pars）は、イラン、イラク、クウェート、サウジアラビア、バーレーン、カタール、アラブ首長国連邦、オマーンに囲まれた細長い形状の湾。ペルシャ湾とも呼ぶ。
歴史的かつ国際的な名前はペルシア湾（ペルシャ湾）だが、トルコではバスラ湾、アラブ諸国ではアラビア湾と呼称されることもある（ § 名称を参照）。

## 地理と歴史
面積はおよそ23万8000平方キロメートルで、長さ約1000キロメートル。平均水深100メートル、最大170メートル。ホルムズ海峡を通じ、オマーン湾そしてアラビア海へと繋がっている。20世紀初頭までは、真珠採集などが盛んであった。20世紀前半にこの地域で石油が発見され、さらに大量産出地でもあることも判明した。20世紀後半には、油田開発が活発に行われ、湾内には多くの油井が存在する。油田地帯であり、また、石油輸送のための重要な水路であるため、戦略的重要性から国際政治の係争地となりやすい。湾岸戦争の湾とは、このペルシア湾をさす。
流入する大河は、湾最奥部のイラン・イラク国境を流れるシャットルアラブ川（チグリス川・ユーフラテス川）のみ。
湾内には、反時計回りのゆっくりした海流がある。
地球温暖化の影響により、世界的に夏の暑さが厳しくなる傾向にあるが、ペルシア湾岸では2015年頃以降、短時間ながらも人類にとっての生存の限界の暑さとされる湿球温度35°Cに到達する事態が既にしばしば発生しており、それ以上の湿球温度では健康な若者でも屋外に6時間ほどいると死に至るとされる。

### 範囲
国際水路機関はペルシャ湾の境界を以下のように定めている。
- 南：オマーン湾の北西側境界。すなわちアラビア半島のRàs Limah (25°57'N) とイランのRàs al Kuh (25°48'N) を結ぶ線。

## 名称
国際的にはペルシア湾（英語：Persian Gulf）が正式名称として認知されている。
「ペルシア湾」という名称は古代ギリシャにおいて用いられていた。その後イスラム圏、ヨーロッパを経て世界中に広まり、現在ではほとんどの言語でこの名称またはその訳語が使われている。
トルコでは、ペルシア湾への港町バスラにちなんで「バスラ湾」と呼ばれる場合がある。
国際水路機関発行の「大洋と海の境界（第三版）」では、Gulf of Iran (Persian Gulf)としている。
アラブ諸国では、1960年代以降この湾を (الخليج العربي)「アラビア湾」と呼ぶ場合があるが、国際的に存在しない言葉である。
湾岸周辺居住者はアラブ系住民が多いとしてこれを国際名称にしようとしている（ペルシア湾呼称問題）。
対立を避けるため、単に「湾」「湾岸」「ガルフ」（英語：Gulf）と呼ぶ場合もある。たとえば湾岸協力会議の名称はそのようになっている。

## 湾内で発生した衝突

### アブー・ムーサー島など
アラブ首長国連邦の独立直前の1971年11月30日、イラン帝国は出兵して湾東部のアブー・ムーサー島と大・小トンブ島を占領した。

### イラン・イラク戦争
1980年代のイラン・イラク戦争を通じ、双方がペルシャ湾内のタンカーを攻撃。多数の被害が出た。詳細は、タンカー戦争を参照のこと。戦争末期には、クウェートのタンカーの航行をアメリカ軍が護衛するアーネスト・ウィル作戦も行われた。

### 湾岸戦争
1991年の湾岸戦争では、クウェート沿岸の石油関連施設、タンカーなどがイラク軍からの攻撃を受けた。詳細は、湾岸戦争における石油流出を参照のこと。

### イランとアメリカ
- 2020年4月15日、ペルシア湾の公海上に展開していたアメリカ海軍（ルイス・B・プラーなど）とアメリカ沿岸警備隊の艦船に対し、イラン革命防衛隊の小型船舶11隻が複数回にわたって進路上を横切る異常接近を繰り返した[8]。同年4月22日、ドナルド・トランプ大統領は、アメリカ船がイランの小型砲艦から嫌がらせを受けた場合、すべて撃沈するよう海軍に指示したと明らかにした[9]。

## ペルシア湾と接している国々
- アラブ首長国連邦
- イラク
- イラン
- オマーン : ホルムズ海峡に面した飛び地のムサンダムがある
- カタール
- クウェート
- サウジアラビア
- バーレーン

## ギャラリー

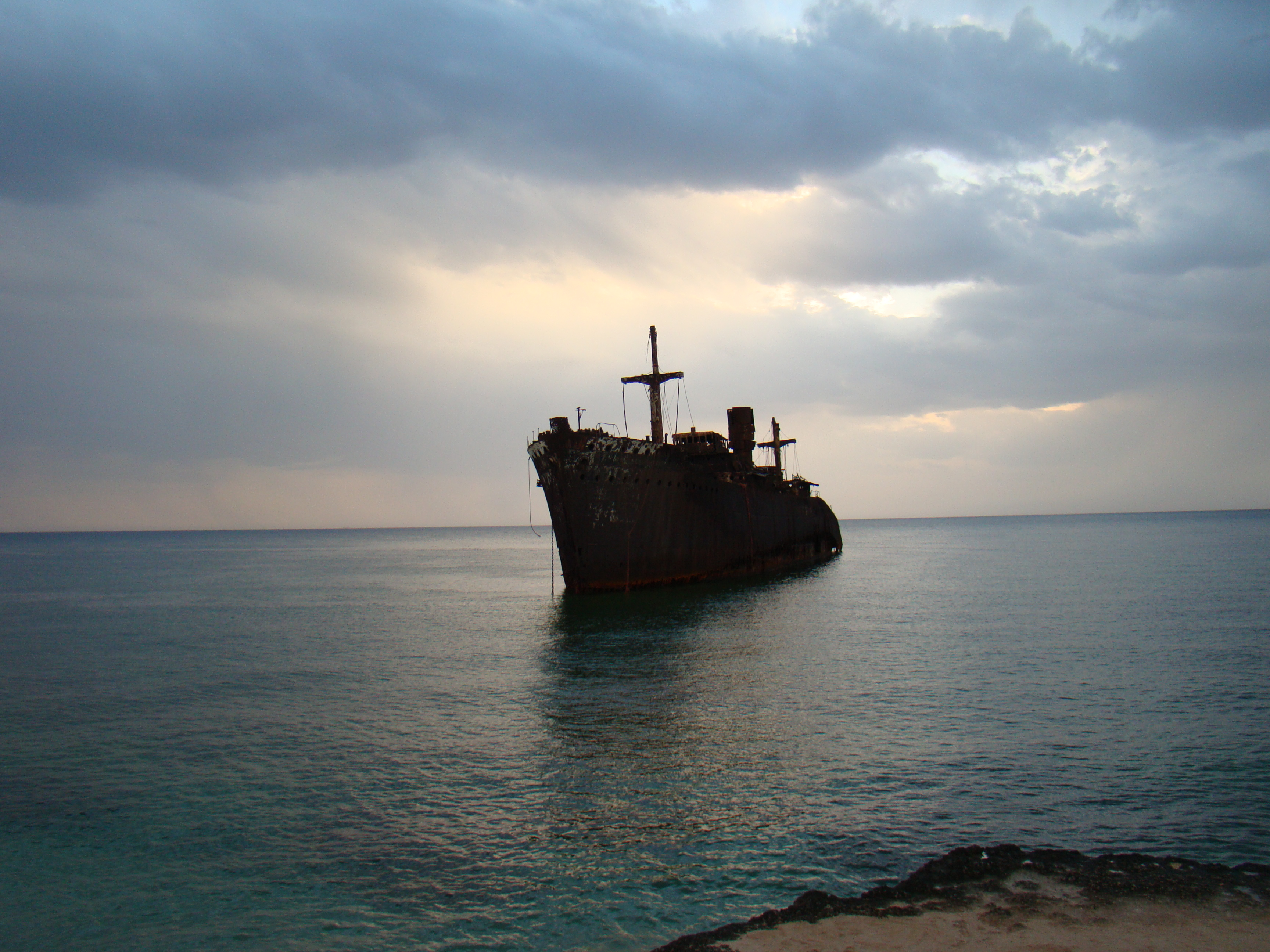
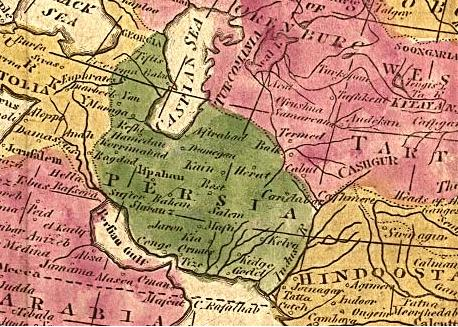
ペルシア湾(1808)
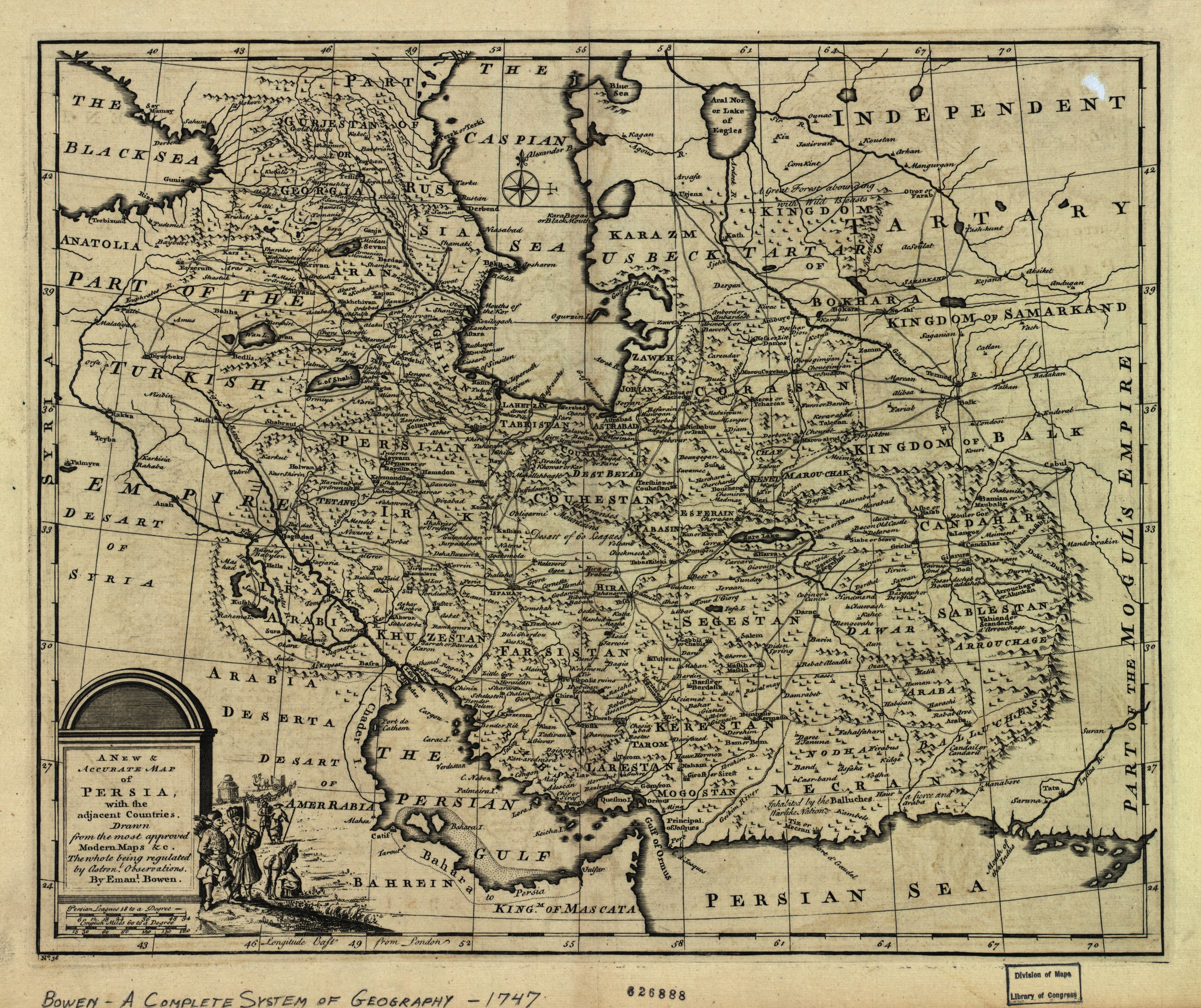
ペルシア湾(1747)
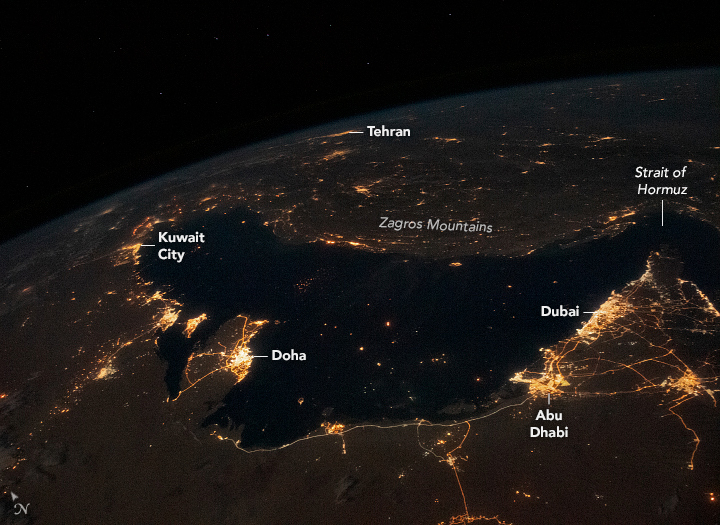